# Wolfram A. Guenther

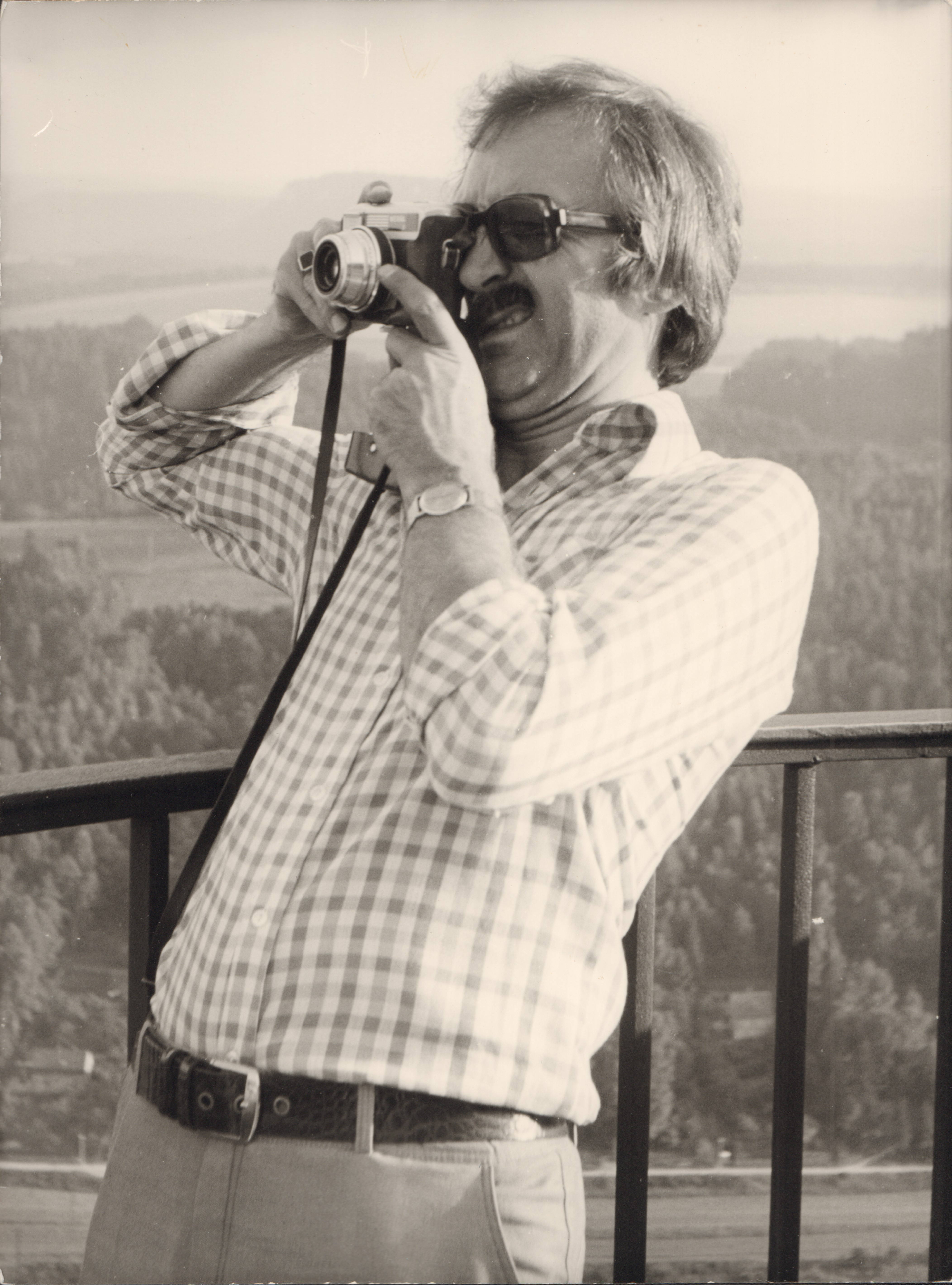
Wolfram A. Guenther als Fotograf 1975

Zeugnis als Koch (Mai 1945)

Guenther als Lehrer Schnauz (2017)

Wolfram A. Guenther (Juli 2019)

Wolfram Arthur Guenther (* 7. Juli 1929 in Dresden; † 8. April 2020 in München) war ein deutscher Schauspieler.

## Leben und Wirken

Urnengrab von Wolfram Guenther

Wolfram Arthur Guenther wurde als Sohn von Leonore Günther (1896 Manchester – 1976 Dresden), geb. Uhle, (gesch. Luther) und Arthur Günther († 1956 Dresden) im Dresdner Stadtteil Mickten geboren. Er hatte zwei Brüder, Siegfried Luther (1922–2006), Automechaniker und Konstrukteur, und Manfred Luther (1925–2004) Konstruktivist, Künstler und Philosoph. Von Ostern 1935 bis 1943 besuchte Wolfram Guenther die Volksschule in Dresdner-Trachau. Die Kartonagen-Fabrik des Süßwarenunternehmens „Schmorl“ leitete Guenthers Großvater. In dessen Sinne erlernte Guenther den Beruf eines Kochs, im Restaurant des Neustädter Bahnhofs. In den Kriegsjahren versorgte er auf den Bahnsteigen die durchreisenden Flüchtlinge mit warmen Speisen, zumeist mit Suppen. Beim Angriff auf Dresden stand er mit auf dem Dach und räumte die herabfallenden Phosphorbomben und ähnliche brennbare Sachen mit der Schaufel weg. Guenther trat nach seiner Schauspielausbildung in Dresden, Meißen und Wiesbaden sein erstes Engagement am Theater von Ballenstedt im Harz an. Es folgten ab 1951 Verpflichtungen nach Wiesbaden, München (Residenztheater) und Frankfurt.
1954 wanderte Guenther unter komplizierten Verhältnissen (als Schiffskoch) nach Brasilien aus, wo er in deutscher und portugiesischer Sprache spielte. Zeitweise leitete er in São Paulo das Deutsche Theater Caixa und spielte ebenso in Rio de Janeiro. Wegen sprachlicher Schwierigkeiten änderte er seinen gebürtigen Familiennamen Günther zu Guenther. 1968 kehrte er nach Deutschland zurück und wirkte im Münchner Kabarett „Die Zwiebel“ mit. Seither gab er Gastspiele an vielen deutschen Theatern und tourte mit Der zerbrochene Krug und Die Physiker durch Süd- und Südwestafrika.
Gelegentlich führte der Mime auch Regie, machte Hörfunk und trat im Kabarett auf. Erst spät (1968) trat der Dresdner vor die Kamera. Guenther wirkte in zahlreichen Fernsehproduktionen mit und übernahm auch immer wieder Gastrollen in ZDF-Krimireihen wie Derrick, Der Alte, Siska, Die Wache und Forsthaus Falkenau. So auch 2005 in der Rosamunde-Pilcher-Verfilmung Über den Wolken, nachdem er bereits 1993 eine kleine Rolle in dem Pilcher-Film Stürmische Begegnung gespielt hatte. In all den Jahren vergaß er seine Verwandtschaft in der DDR nicht. Indem er sogenannte Westpakete verschickte.
Dem Theater blieb der Dresdner auch weiterhin treu und trat an großen als auch an kleinen Bühnen in Städten wie Bonn und München auf. In dem Stück My Fair Lady spielte er als Major Pickering in der Freiluftbühne Augsburg auf. Er konnte 2008 sein 60. Bühnenjubiläum feiern. Besonders oft stand er in seinem Wohnort München auf der Bühne, zuletzt in der Komödie im Bayerischen Hof in den Stücken Mich hätten Sie sehen sollen, Feuerwerk und Arsen und Spitzenhäubchen. Als Lehrer Schnauz in der Feuerzangenbowle (2004–2016) brillierte er immer wieder und feierte im Jahr 2018 sein 70. Bühnenjubiläum.
Am 7. Juli 2019 feierte Wolfram A. Guenther in München zurückgezogen seinen 90. Geburtstag. Am 11. März 2020 wurde er von einem Auto angefahren und schwer verletzt. Nach zunächst erfolgreicher Operation starb er im Krankenhaus München-Bogenhausen im Alter von 90 Jahren an den Unfallfolgen und seinem schlechten Allgemeinzustand. Geschuldet der COVID-19-Pandemie in Deutschland ist er ohne Beistand am 8. April 2020 gestorben. Zur Urnenbeisetzung kamen sehr viele alte Schauspieler z. B. Jutta Kammann, Horst Lettenmayer, René Haßfurther und ehemalige Kollegen aus der Komödie des Bayerischen Hof. Seine Grabstätte befindet sich auf dem Nordfriedhof (München), unweit der letzten Ruhestätte von Johannes Heesters. Günther verehrte ihn dahingehend, wegen seiner 108 Jahre, dies wollte er gerne erreichen.

## Filmografie
- 1968: Die Entwaffnung
- 1969: Pater Brown – Hölle, Hölle, Hölle
- 1970: Dr. Fummel und seine Gespielinnen
- 1970: Wie ich ein Neger wurde
- 1971: Tingeltangel (Fernsehserie, eine Folge)
- 1973: Gestern gelesen (Fernsehserie, eine Folge)
- 1981: Alberta und Alice oder Die Unterwerfung
- 1982: Der Westen leuchtet
- 1986: Die Krimistunde (Fernsehserie, Folge 22, Episode: "Herrenabend")
- 1987: Drohung bei Mondlicht
- 1987: Flohr und die Traumfrau
- 1989: Tiger, Löwe, Panther
- 1989: Heidi und Erni (Fernsehserie, zwei Folgen)
- 1990: Der Kirschbaum
- 1993: Anwalt Abel (Fernsehserie, eine Folge)
- 1993: Rosamunde Pilcher: Stürmische Begegnung (Fernsehfilm)
- 1994: Lutz & Hardy (Fernsehserie, eine Folge)
- 1995–1997: Frauenarzt Dr. Markus Merthin (Fernsehserie)
- 1991–1998: Derrick (Fernsehreihe, mehrere Folgen)
- 1998: Supersingle
- 2000: Stimme des Herzens
- 2000: Dich schickt der Himmel
- 2001: Der Bademeister – Auf zu neuen Ufern
- 2002: Edel & Starck (Fernsehserie, eine Folge)
- 2002: Forsthaus Falkenau (Fernsehserie, eine Folge)
- 1988–2003: Der Alte (Fernsehreihe, zahlreiche Folgen)
- 2005: Rosamunde Pilcher: Über den Wolken
- 2001–2007: Siska (Fernseh-Krimireihe, drei Folgen)